# Ottawa (Schiff, 1996)
Die HMCS Ottawa (FFH 341) ist die zwölfte und letzte Fregatte der Halifax-Klasse der Royal Canadian Navy. Sie ist in der Marinebasis CFB Esquimalt auf Vancouver Island, British Columbia, als Teil der kanadischen Pazifikflotte, welche über fünf Fregatten verfügt, stationiert und ging nach dem Bau durch „Saint John Shipbuilding“ in Saint John, New Brunswick, am 28. September 1996 in den aktiven Dienst über. Sie ist bereits das vierte Schiff, das diesen Namen trägt.

## Schiffswappen
Das Wappen der Ottawa ist eine Ableitung des inoffiziellen Kriegswappens der ersten Ottawa, welche im Zweiten Weltkrieg kämpfte und am 13. September 1942 500 Seemeilen vor St. John’s nach zwei Torpedotreffern vom deutschen U-Boot U 91 sank. Es zeigt einen Biber auf einem Holzast, die blau-weißen Linien symbolisieren den Fluss Ottawa, der durch die Stadt Ottawa fließt. Das rote Feld soll an die Indianer erinnern, die an diesem Fluss und in dieser Region lebten und noch leben.

## Geschichte
Seit der Stationierung in Esquimalt hat die Ottawa an zahlreichen Operationen und Übungen im Pazifik und darüber hinaus teilgenommen, wie etwa einigen Einsätzen im persischen Golf. Die Ottawa trägt folgende offizielle Auszeichnungen, welche von ihren Vorgängerinnen erworben wurden:
- ATLANTIC (Atlantik) 1939–1945
- NORMANDY (Normandie) 1944
- ENGLISH CHANNEL (Ärmelkanal) 1944
- BISCAY (Biskaya) 1944